# لوریه‌ناتس
قلعه لُوْریه‌ناتس (کرواتی: Lovrijenac) یا قلعه سنت لارنس (به انگلیسی: St. Lawrence Fortress) که به آن جبل‌طارق دوبروونیک (به انگلیسی: Dubrovnik's Gibraltar) نیز گفته می‌شود، قلعه و تئاتری است که در غرب و بیرون دیوار شهر دوبروونیک در کرواسی واقع شده‌است و ارتفاعی معادل ۳۲ متر از سطح دریا دارد. این دژ به‌خاطر مقاومت‌هایش در مقابل حاکم ونیزی مشهور است و بر روی ورودی دریایی و زمینی شهر اشراف دارد.

## نگارخانه

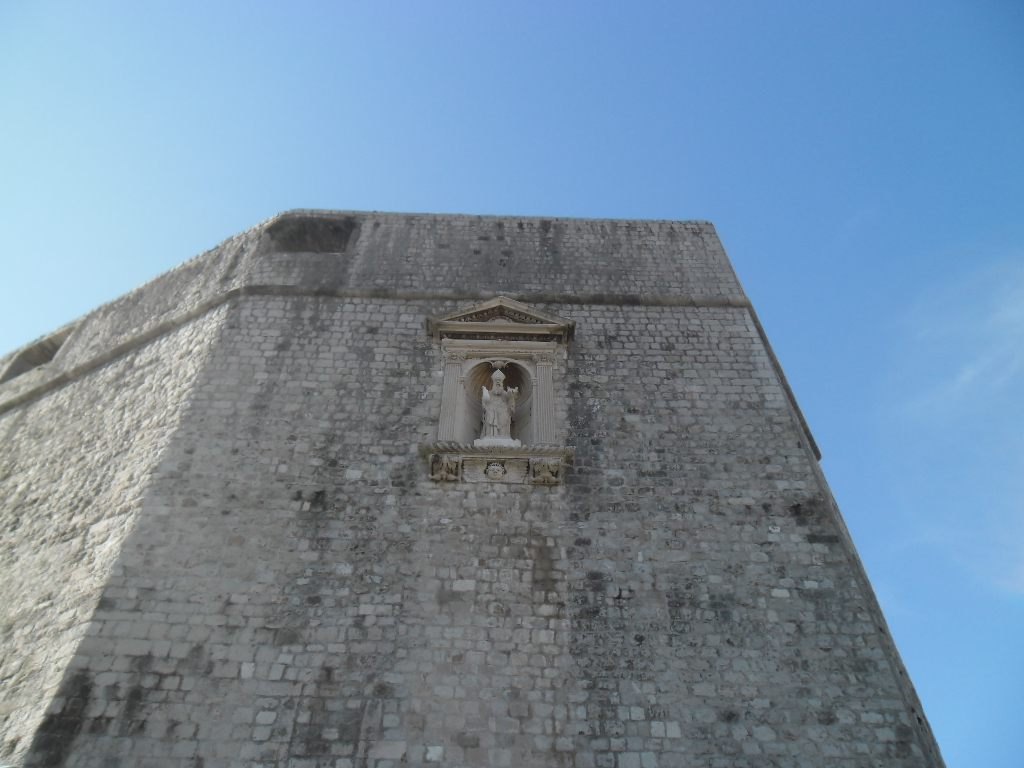
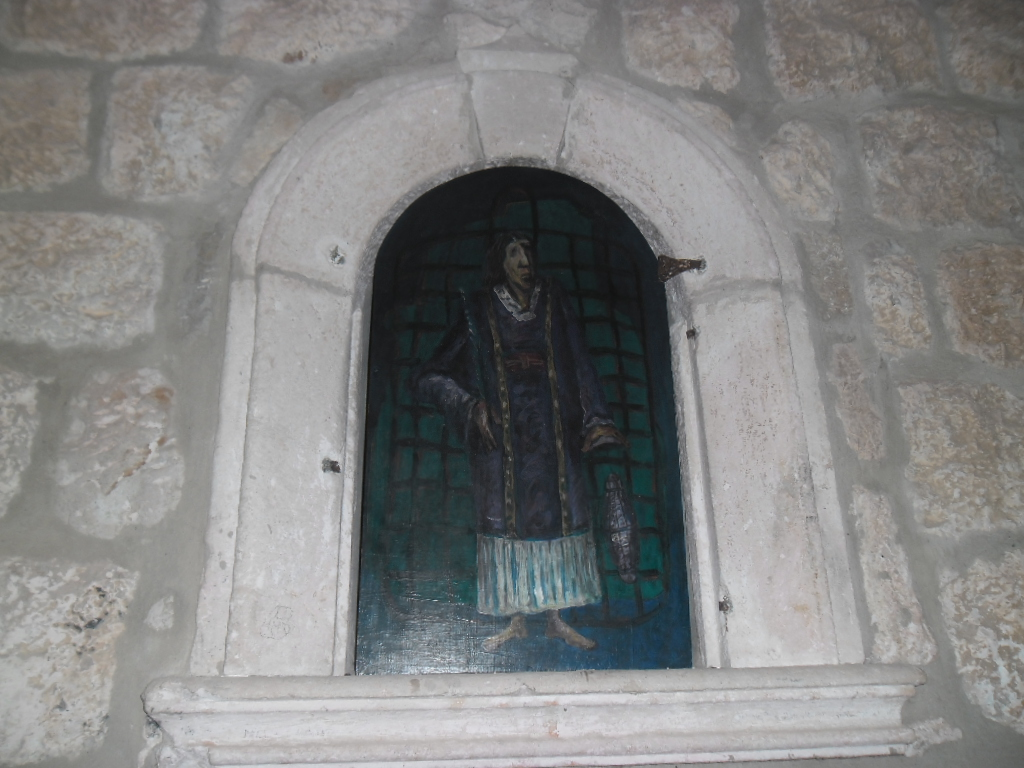
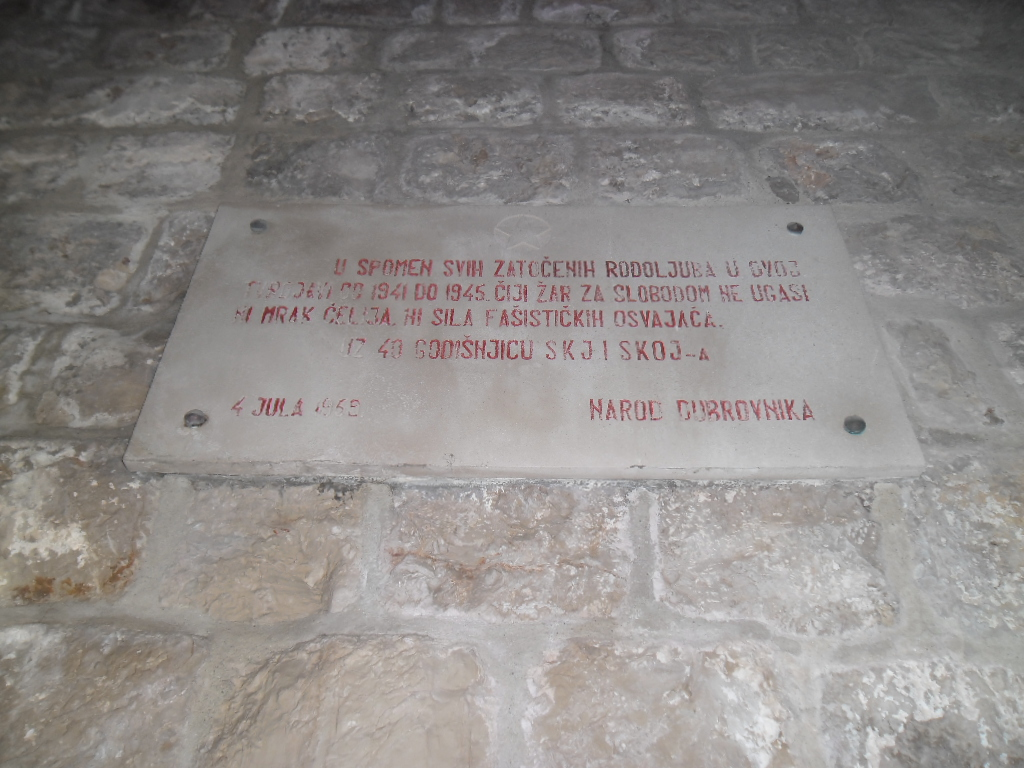
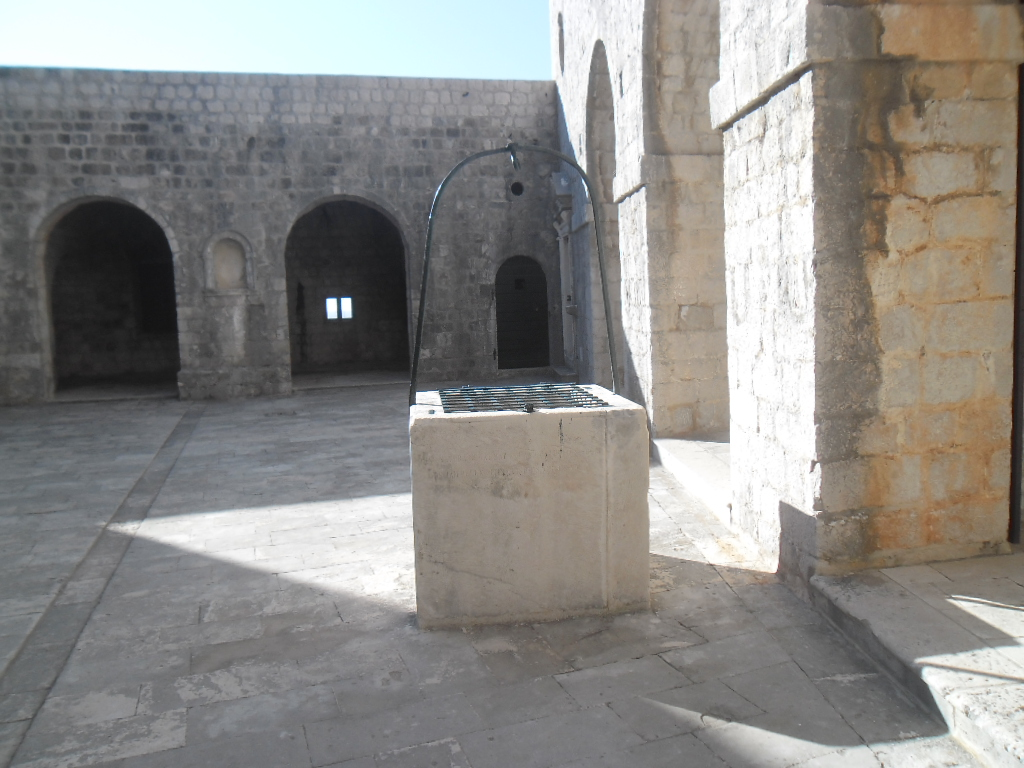
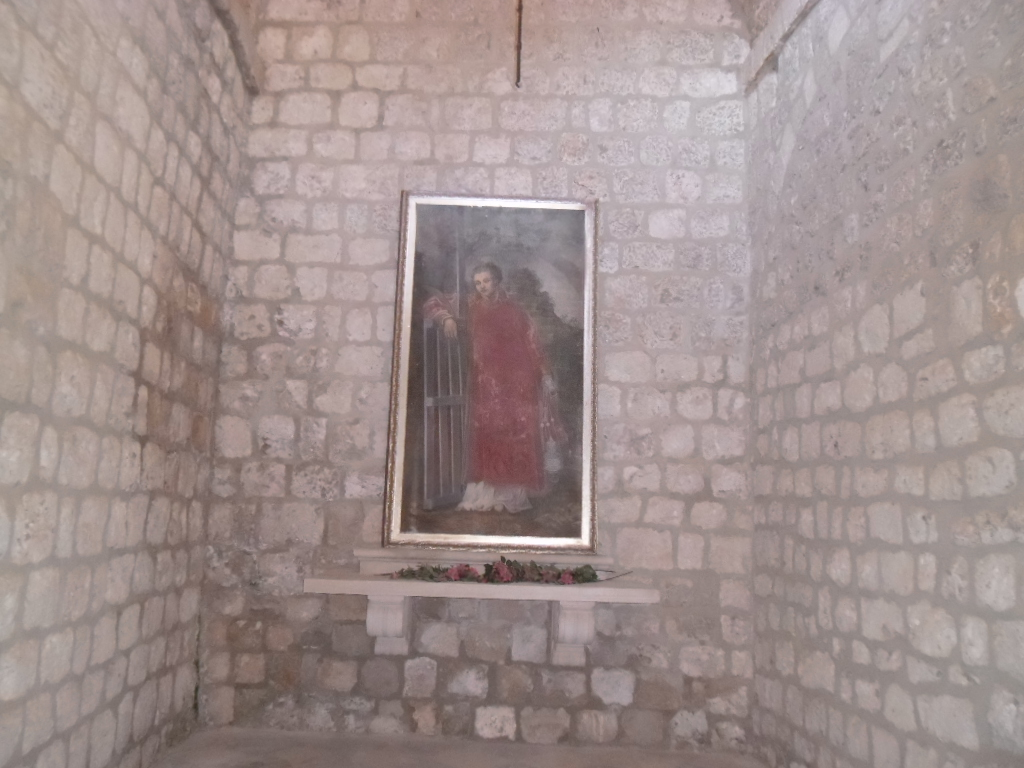
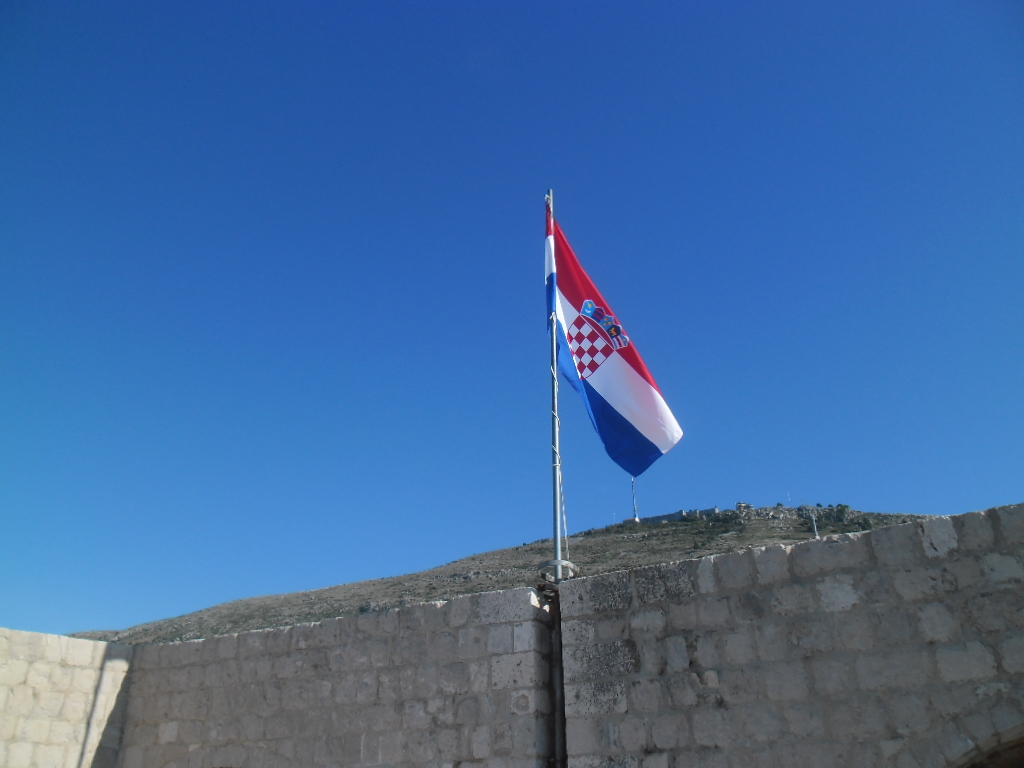
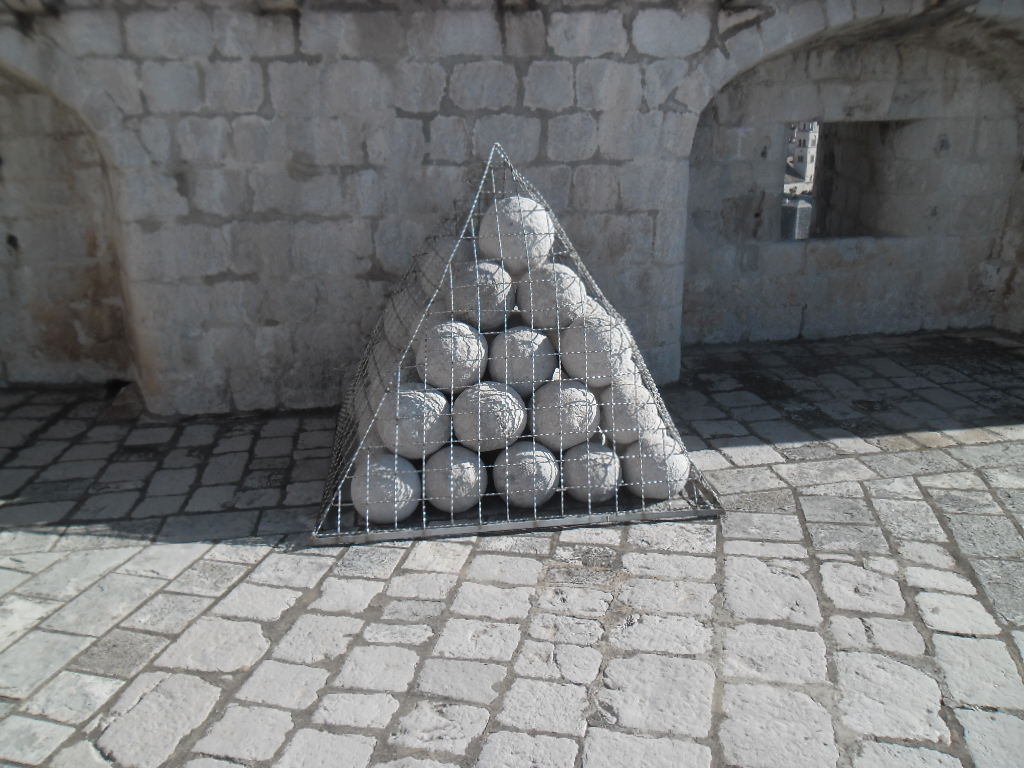
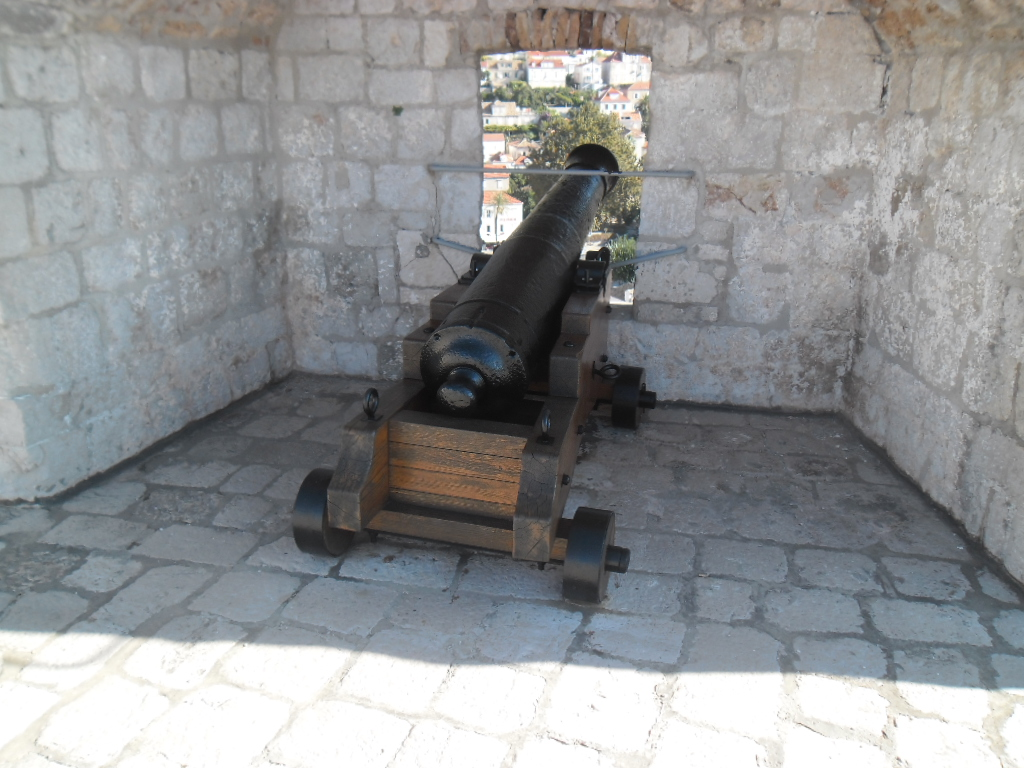
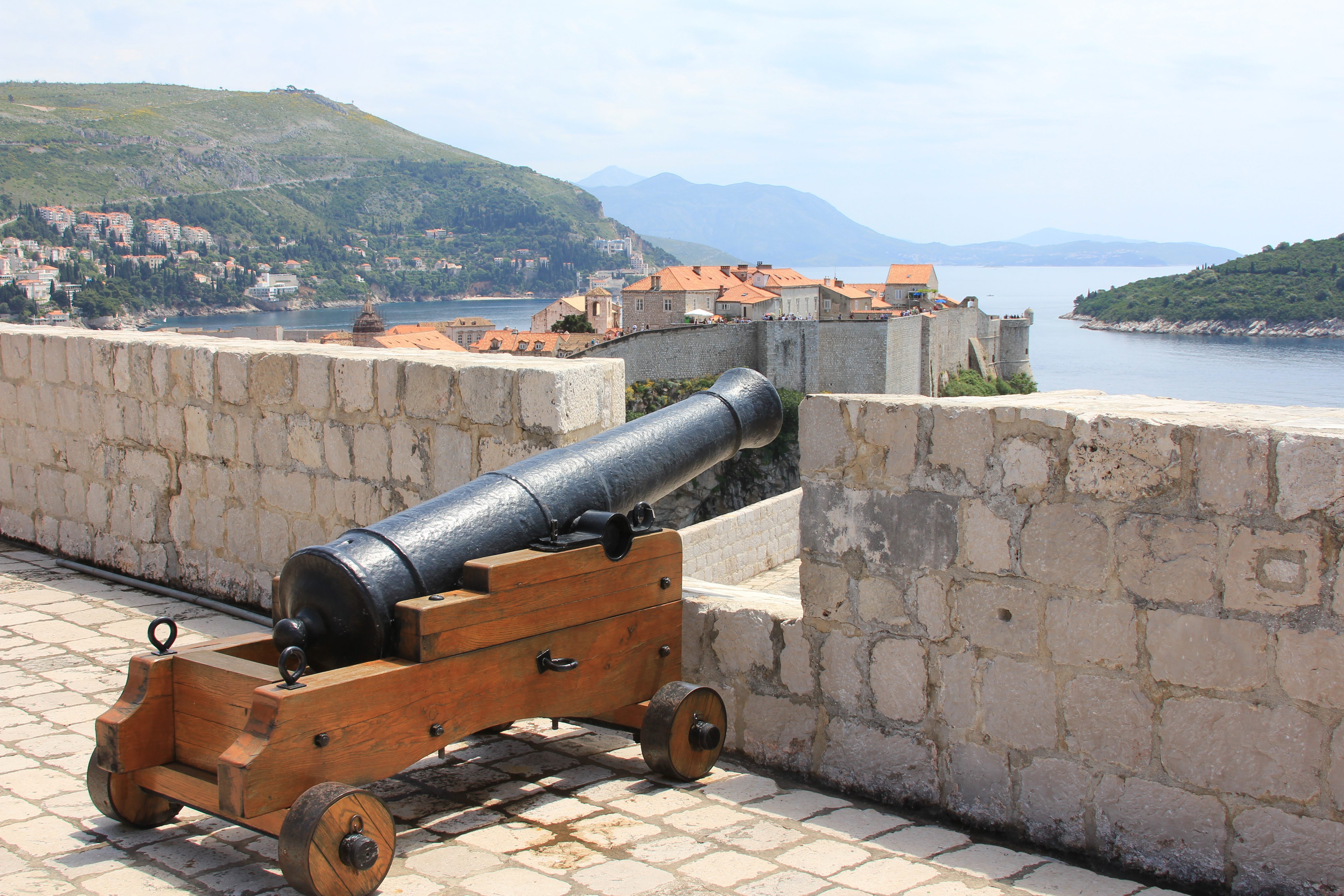
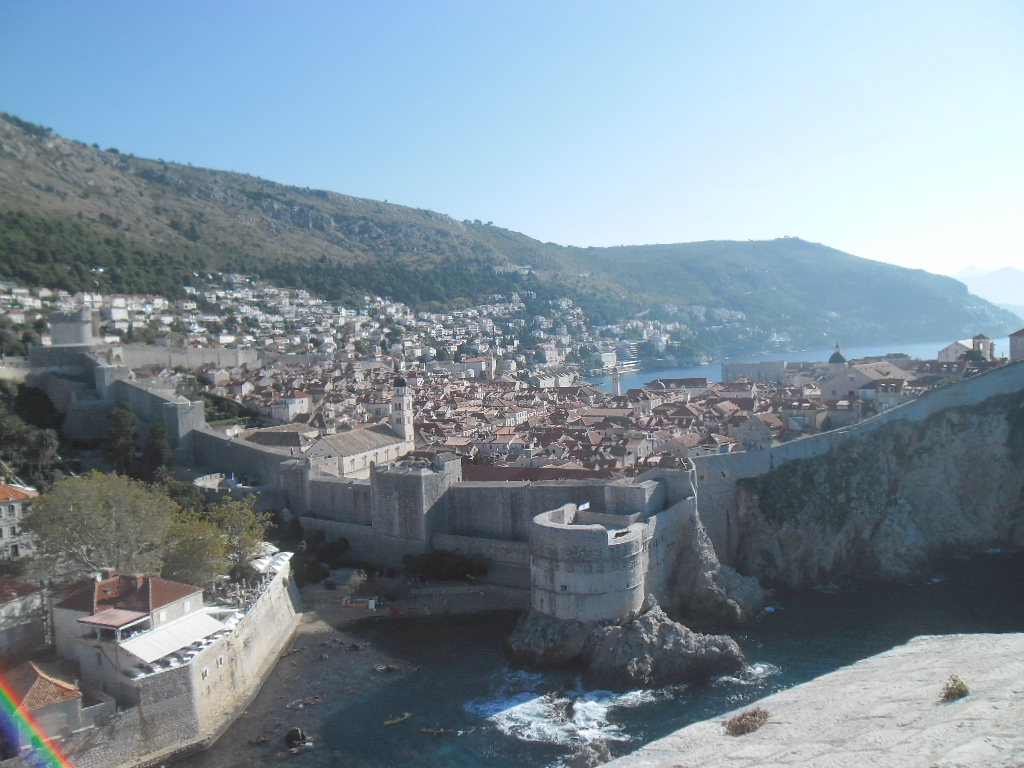
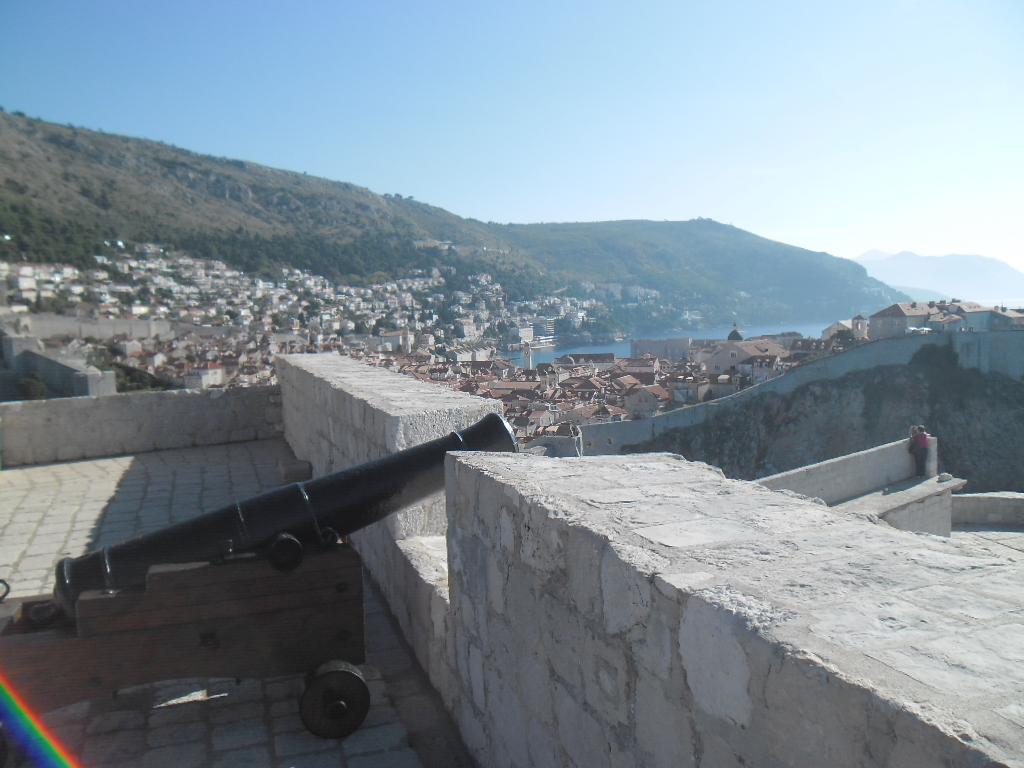